# Liste des lieux patrimoniaux du comté d'York (Nouveau-Brunswick)
Liste des lieux patrimoniaux du comté d'York au Nouveau-Brunswick inscrit au répertoire des lieux patrimoniaux du Canada à l'exception des lieux patrimoniaux de Fredericton qui ont leur propre liste.

## Liste
- Haut – A
- B
- C
- D
- E
- F
- G
- H
- I
- J
- K
- L
- M
- N
- O
- P
- Q
- R
- S
- T
- U
- V
- W
- X
- Y
- Z
- 0-9

| [ 1 ]                                                                           | Lieu patrimonial                                                          | Illustration                                 | Communauté        | Adresse                      | Coordonnées        | No    | Constr.     | Prot. | Rec.            | Notes |
| ------------------------------------------------------------------------------- | ------------------------------------------------------------------------- | -------------------------------------------- | ----------------- | ---------------------------- | ------------------ | ----- | ----------- | ----- | --------------- | ----- |
| P                                                                               | Église anglicane All Saints                                               | Téléverser                                   | Bright            | 150, chemin Crock's Point    | 45.96655 -66.84783 | 2212  |             | LPP   | 21 avril 1995   |       |
| P                                                                               | Sanctuaire à Saint-François d'Assise                                      | Téléverser                                   | Canterbury        | 413, chemin Upper Skiff Lake | 45.8571 -67.52511  | 9703  | 1865 (vers) | LPP   | 1998            |       |
| P                                                                               | Chapelle galloise                                                         | Téléverser                                   | Douglas           | Route 620                    | 46.15826 -66.78866 | 6668  |             | LPP   | 3 mars 1997     |       |
| Pour la ville de Fredericton, voir Liste des lieux patrimoniaux de Fredericton. |                                                                           |                                              |                   |                              |                    |       |             |       |                 |       |
| L                                                                               | Bureau de poste de McAdam                                                 | Téléverser                                   | McAdam            | 105, chemin Saunders         | 45.59159 -67.32871 | 10542 |             | LHL   | 21 octobre 2008 |       |
| L                                                                               | Édifice d'exposition de la locomotive 29 et du camion d'incendie          | Téléverser                                   | McAdam            | 146, chemin Saunders         | 45.59628 -67.33255 | 12289 |             | LHL   | 22 octobre 2008 |       |
| L                                                                               | Église anglicane de St. George                                            | Téléverser                                   | McAdam            | 53, promenade Rockland       | 45.59417 -67.32855 | 10589 |             | LHL   | 21 octobre 2008 |       |
| L                                                                               | Église unie de St. Paul                                                   | Téléverser                                   | McAdam            | 155, chemin Saunders         | 45.59466 -67.32722 | 10587 |             | LHL   | 21 octobre 2008 |       |
| P                                                                               | Gare de McAdam                                                            | Gare de McAdam                               | McAdam            | 92, chemin Saunders          | 45.59004 -67.32864 | 3207  | 1901        | LPP   | 2003            | [ 3 ] |
| F                                                                               | Gare du Canadien Pacifique à McAdam                                       | Gare du Canadien Pacifique à McAdam          | McAdam            | 92-146, chemin Saunders      | 45.5889 -67.33     | 6476  | 1901        | LHN   | 1976            | [ 4 ] |
| L                                                                               | Gare ferroviaire de McAdam                                                | Gare ferroviaire de McAdam                   | McAdam            | 92, chemin Saunders          | 45.59015 -67.32891 | 10553 | 1901        | LHL   | 2008            | [ 5 ] |
| F                                                                               | Gare ferroviaire de Canadien Pacifique (VIA)                              | Gare ferroviaire de Canadien Pacifique (VIA) | McAdam            | 146, chemin Saunders         | 45.591 -67.329     | 6523  | 1901        | GFP   | 1990            | [ 6 ] |
| L                                                                               | Maison de la Compagnie CFCP - 101, chemin Saunders                        | Téléverser                                   | McAdam            | 101, chemin Saunders         | 45.59139 -67.32906 | 10577 |             | LHL   | 21 octobre 2008 |       |
| L                                                                               | Maison de la Compagnie CFCP - 30, avenue Lake                             | Téléverser                                   | McAdam            | 30, avenue Lake              | 45.59520 -67.32988 | 12286 |             | LHL   | 21 octobre 2008 |       |
| L                                                                               | Maison de la Compagnie CFCP - Klondike                                    | Téléverser                                   | McAdam            | 49, promenade Rockland       | 45.59382 -67.32836 | 12288 |             | LHL   | 26 février 2008 |       |
| L                                                                               | Monument du site d'écrasement du bombardier de la Seconde Guerre mondiale | Téléverser                                   | McAdam            | 92, rue Saunders             | 45.59009 -67.32951 | 10560 |             | LHL   | 3 mars 2008     |       |
| L                                                                               | Parc patrimonial de McAdam                                                | Parc patrimonial de McAdam                   | McAdam            | Rue Saunders                 | 45.58987 -67.32962 | 10573 |             | LHL   | 21 octobre 2008 |       |
| L                                                                               | Première gare ferroviaire de McAdam                                       | Téléverser                                   | McAdam            | 11, rue Granite              | 45.59369 -67.33228 | 10554 |             | LHL   | 21 octobre 2008 |       |
| L                                                                               | Rocher glaciaire                                                          | Téléverser                                   | McAdam            | Chemin Saunders              | 45.58967 -67.32993 | 10558 |             | LHL   | 21 octobre 2008 |       |
| L                                                                               | Site de l'église et du cimetière Union                                    | Téléverser                                   | McAdam            | Rue Stannix                  | 45.59705 -67.32415 | 10563 |             | LHL   | 21 octobre 2008 |       |
| P                                                                               | Site Diggity                                                              | Téléverser                                   | McAdam (paroisse) | Diggity Cove                 | 45.62778 -67.43319 | 7989  |             | LPP   | 1990            |       |
| P                                                                               | Église St. Mary the Virgin                                                | Église St. Mary the Virgin                   | New Maryland      | 373, autoroute New Maryland  | 45.89068 -66.68435 | 2877  |             | LPP   | 4 août 1994     |       |
| P                                                                               | Lieu d'intérêt anthropologique Mud Lake Stream                            | Téléverser                                   | North Lake        |                              | 45.68295 -67.71647 | 7991  |             | LPP   | 17 août 1998    |       |
| P                                                                               | Village historique de Kings Landing                                       | Village historique de Kings Landing          | Prince William    | 20, chemin Kings Landing     | 45.86660 -66.95409 | 6301  |             | LPP   | 28 août 1968    |       |
| P                                                                               | Cimetière 42nd Highland Memorial                                          | Cimetière 42nd Highland Memorial             | Saint-Marys       | Route 8                      | 46.21231 -66.61335 | 7441  | 1784        | LPP   | 1984            |       |
| P                                                                               | Église anglicane Holy Trinity                                             | Téléverser                                   | Saint-Marys       | Route 105                    | 45.92220 -66.58803 | 2713  |             | LPP   | 16 mai 1991     |       |